# Milda (nome)
Milda  è un nome proprio di persona lituano femminile.

## Origine e diffusione

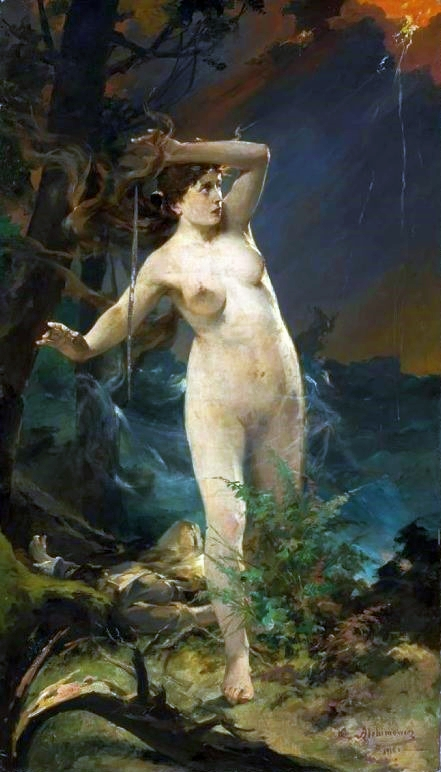
La dea Milda in un dipinto di Kazimierz Alchimowicz

Riprende il nome di Milda, la dea dell'amore nella mitologia lituana; etimologicamente, esso deriva dal vocabolo lituano mildus, che vuol dire "pio", "docile", "mansueto". 
Va notato che questo nome coincide con "Milda", un nome inglese in uso nel Medioevo, derivante dall'inglese antico milde ("tenero", "tenue", vocabolo imparentato con quello lituano), nonché con l'italiano "Milda", che può essere sia un ipocoristico di Romilda, sia una forma sincopata di Matilda.

## Onomastico
Il nome è adespota, non essendovi sante che lo abbiano portato. L'onomastico può essere festeggiato il 1º novembre per la festa di Ognissanti.

## Persone
- Milda Sauliūtė, cestista lituana
- Milda Valčiukaitė, canottiera lituana